# Sepolia (stacja metra)
Sepolia – to druga stacja linii 2 ateńskiego metra. Poprzednia stacja to Ajos Andonios, a następna Atiki.